# قد موراي
قد موراي (الاسم العلمي: Maccullochella peelii)، سمكة أسترالية مفترسة كبيرة تعيش في المياه العذبة من جنس ماكلوتشيلية من فصيلة فرخيات معتدلة. على الرغم من أن هذا النوع يُطلق عليه اسم سمك القد في اللغة العامية، إلا أنه لا يرتبط بنوع سمك القد البحري في نصف الكرة الشمالي (غادس). يُعد قد موراي جزءًا مهمًا من الحياة البرية الفقارية في أستراليا - باعتباره مفترسًا رئيسيًا في نظام نهر موراي دارلينغ - كما أنه مهم في الثقافة الإنسانية في أستراليا. يُعد قد موراي أكبر سمكة تعيش في المياه العذبة حصريًا في أستراليا، وواحدةً من أكبر الأسماك في العالم. تشمل الأسماء الشائعة الأخرى لسمك قد موراي ، السمك الأخضر، غودو، سمك قد نهر ماري، فرخ موراي، بوندي، وقد المياه العذبة كوينزلاندي.
الاسم العلمي لقد موراي مشتق من أحد أوائل الباحيثين في الأسماك الأسترالية آلان ريفرستون ماكولوتش والنوع على النهر الذي وصفه منه المستكشف ميجور ميتشل لأول مرة، وهو نهر بيل. غُير هذا الاسم لعدة مرات خلال سنوات حتى استقر تحت مسمى M. peelii peelii للتمييز بين سمك قد موراي وسمك قد نهر ماري، اللذين تم تصنيفهما نويع من سمك قد موراي . ومع ذلك، اعتبارًا من عام 2010، تم رفع مستوى سمك قد موراي إلى حالة نوع الكامل (M. mariensis)، وذلك عاد سمك قد موراي ببساطة إلى اسم M. peelii.
انخفضت أعداد سمك قد موراي بشكل حاد منذ الاستعمار الأوروبي لأستراليا بسبب عدد من الأسباب، بما في ذلك الصيد المفرط، وتنظيم الأنهار، وتدهور الموائل، وهي الآن مدرجة ضمن الأنواع المهددة بالانقراض. ومع ذلك، كانت هذه الأسماك تسكن ذات يوم حوض موراي نهر دارلينغ بالكامل تقريبًا بأعداد كبيرة جدًا، وهو أكبر نظام نهري في أستراليا.
سمك قد موراي البالغ هو سمك طويل العمر، وهو من آكلات اللحوم ويأكل القشريات (الروبيان، واليابيات " وجراد المياه العذبة)، والأسماك وبلح المياه العذبة. يُظهر هذا النوع درجة عالية من الرعاية الأبوية للبيض، الذي يفرخ في الربيع ويوضع عمومًا في جذوع الأشجار المجوفة أو على الأسطح الصلبة الأخرى. سمك قد موراي هو هدف شائع للصيد بالصنارة وأحد أنواع تربية الأحياء المائية. غالبًا ما يتوفر من خلال تجارة أحواض السمك، وهو أيضًا نوع شائع لأحواض السمك في أستراليا.